# System Papanicolaou
Skala Papanicolaou (ang. The Papanicolaou System, PAPA System) – powstała w połowie XX wieku, skala wykorzystywana w interpretacji wyniku badania cytologicznego, czyli obrazu uzyskanego z rozmazu z pochwowej części szyjki macicy. Jest to skala coraz mniej używana przez ginekologów, gdyż nie uwzględnia licznych zmian nienowotworowych narządu. 

## Interpretacja wyniku
Opisany wynik przez cytologa można interpretować na podstawie 5 grup.
- Grupa 1, PAPA I – w rozmazie obecne są wyłącznie prawidłowe komórki nabłonka płaskiego
- Grupa 2, PAPA II – w rozmazie oprócz prawidłowych komórek obecne są również komórki stanu zapalnego. Jest to obraz najczęściej spotykany, interpretowany przez lekarzy jako "niepodejrzany" świadczący o obecności komórek przednowotworowych czy nowotworowych. Wynik badania z grupą 2 świadczyć może o pojawieniu się nadżerki, którą należy wyleczyć, a po terapii powtórzyć cytologię.
- Grupa 3, PAPA III – w rozmazie obecne są komórki nieprawidłowe, czyli tzw. dysplastyczne. Jest już to obraz "podejrzany", który można interpretować ze względu na dwa podtypy: 
  - podtyp A sugeruje nasilony stan zapalny, który wraz ze zmianami cofnie się po zastosowaniu odpowiedniego leczenia
  - podtyp B świadczyć może o średniej lub dużej dysplazji nabłonka, w której dokonuje się dalszej diagnostyki w postaci kolposkopii czy biopsji
- Grupa 4, PAPA IV – w rozmazie obecne są tzw. komórki atypowe, które świadczyć mogą o obecności raka przedinwazyjnego szyjki macicy, czyli nienaciekającego okolicznych tkanek
- Grupa 5, PAPA V – w rozmazie obecne są komórki świadczące o obecności inwazyjnego raka szyjki macicy